# ۶۳۸ راه برای کشتن کاسترو
۶۳۸ راه برای کشتن کاسترو (انگلیسی: ‎638 Ways to Kill Castro)، فیلم مستند محصول کانال ۴ است که در ۲۸ نوامبر ۲۰۰۶ در بریتانیا پخش شده‌است. فیلم داستان برخی از تلاش‌های متعدد سیا به قصد ترور رهبر کوبا، فیدل کاسترو را بازگو می‌کند. مدیر اجرایی تولید فیلم پیتر مور بود.
این فیلم چندین روش ترور را نشان می‌دهد، از سیگار برگ انفجاری گرفته تا زنان اغواگر. یک ایستگاه رادیویی آلوده به گاز ال‌اس‌دی، یا سرنگ سمی که به‌عنوان یک خودنویس معمولی به‌نظر می‌رسید. فابیان اسکالانته، رئیس سابق اداره اطلاعات و مردی که وظیفه محافظت از کاسترو را در ۴۹ سالی که در قدرت بود، بر عهده داشت، گفت که بیش از ۶۰۰ توطئه و نقشه توسط مأموران کوبایی کشف شده‌بود که همگی رؤیای پایان دادن به زندگی کاسترو را داشتند. برخی از آنها توسط سازمان اطلاعات مرکزی، به ویژه در نیمه اول دهه ۱۹۶۰ انجام شد. از دهه هفتاد به بعد، این تلاش‌ها اغلب توسط تبعیدیان کوبایی انجام می‌شد که مدت کوتاهی پس از به قدرت رسیدن کاسترو در سال ۱۹۵۹، توسط سیا آموزش دیده بودند.